# Блеки (Кентаки)
Блеки (енгл. Blackey) град је у америчкој савезној држави Кентаки.

## Демографија
По попису из 2010. године број становника је 120, што је 33 (-21,6%) становника мање него 2000. године.
| Група             | 2000.       | 2010.        |
| Белци             | 151 (98,7%) | 120 (100,0%) |
| Афроамериканци    | 0 (0,0%)    | 0 (0,0%)     |
| Азијати           | 0 (0,0%)    | 0 (0,0%)     |
| Хиспаноамериканци | 0 (0,0%)    | 0 (0,0%)     |
| Укупно            | 153         | 120          |